# Berești

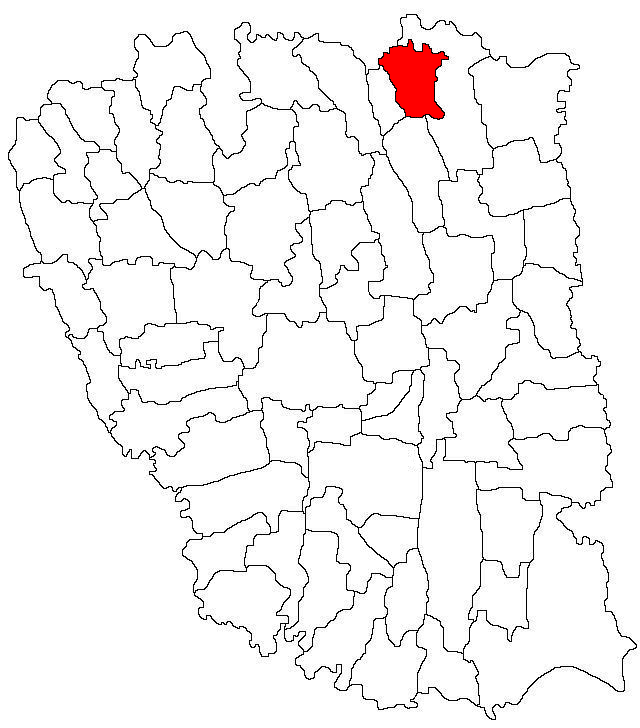
Berești localizada no mapa.

Berești é uma cidade da Roménia com 3.926 habitantes, localizada no județ (distrito) de Galați.